# لويز من ساكس-غوتا-ألتنبورغ
لويزه دوروثيا بولينه شارلوته فريدريكا أوغستا من ساكس-غوتا-ألتنبورغ (21 ديسمبر 1800 - 30 أغسطس 1831)؛ هي زوجة الأول لـ إرنست الأول، دوق ساكس-كوبرغ وغوتا كان في ذاك الوقت "دوق ساكس-كوبرغ-زالفلد"؛ هي والدة إرنست الثاني، دوق ساكس-كوبرغ وغوتا والأمير ألبرت زوج الملكة فيكتوريا، وهي جدة الكبرى لـ إليزابيث الثانية ملكة المملكة المتحدة.
هي الابنة الوحيدة لـ أوغسطس، دوق ساكس-غوتا-ألتنبورغ ولويزه شارلوته من مكلنبورغ-شيفرين، بعد طلاقها في 
1826 تزوجت سراً من عشيقها السابق البارون ألكسندر فون هانشتاين.